# Institut de Ciències Fotòniques
L'Institut de Ciències Fotòniques (ICFO) és un centre de recerca especialitzat en fotònica, la ciència que estudia la llum. Va ser creat a Barcelona el març del 2002 pel Departament d'Universitats, Recerca i Societat de la Informació de la Generalitat de Catalunya i per la Universitat Politècnica de Catalunya.
L'ICFO forma part de CERCA, la xarxa de Centres de Recerca de Catalunya impulsada per la Generalitat de Catalunya.
L'ICFO es va traslladar el 2005 al Parc Mediterrani de la Tecnologia, a Castelldefels, a l'àrea metropolitana de Barcelona, en un edifici de 14.000 metres quadrats. Compta actualment amb uns 60 laboratoris i 400 treballadors.
El 2015 passa a ser part del Barcelona Institute of Science and Technology (BIST), creat el mateix any per agrupar centres d'excel·lència en recerca de diferents camps.

## Recerca
L'Institut té com a objectiu la recerca, la docència i l'impuls del sector industrial en l'àmbit de les ciències de la llum i de totes les disciplines en què la fotònica tingui incidència, com ara les nanotecnologies òptiques, les tecnologies de la informació, la biotecnologia, les ciències de la salut i de la vida, les tecnologies de la informació quàntica i els sistemes làser. Duu a terme recerca puntera en aquests camps i forma científics i tecnòlegs especialitzats en aquests camps científics. Col·labora amb centres de recerca líders, universitats, hospitals i un seguit d'empreses privades d'àmbit local i d'arreu del món. Acull vint-i-cinc grups de recerca que treballen en més de cinquanta laboratoris. Compta, entre d'altres, amb un laboratori de fabricació nanofotònica, un laboratori de microscòpia i nanoscòpia de llum d'alta resolució i un laboratori d'enginyeria avançada.
Des del 2002 la seva direcció recau en el físic Lluís Torner. El febrer de 2024, el Patronat de l'ICFO aprova el nomenament d'Oriol Romero-Isart com a director de l'institut. Comença el seu mandat a partir del setembre de 2024.
La recerca a l'ICFO està organitzada en sis àrees: materials avançats i quàntics, fotònica mèdica i bionano, energia i medi ambient, llum i matèria, ciència i tecnologies quàntiques, i ciència ultraràpida.
Així doncs, l'ICFO realitza recerca en diferents camps de les ciències fotòniques, incloent-hi la informació quàntica, dispositius nanofotònics, detecció remota, comunicacions òptiques, optoelectrònica, biofotònica i òptica biomèdica.

## Col·laboracions industrials i empreses derivades
L'ICFO manté una gamma de col·laboracions industrials i fins avui ha ajudat a generar onze empreses derivades: Radiantis (2005), Cosingo- Imagine Optics Spain S.L. (2008), Signadyne (ara part de Keysight Technologies (2011), ProCareLight (2013), HemoPhotonics (2013), QuSide (2017), Droplite (2018) ,Qurv (2020), Sixsenso (2020), LuxQuanta (2021) and Vitsolc (2022).

## Premis
L'any 2020 l'ICFO va ser distingit amb la placa Narcís Monturiol per part de la Generalitat de Catalunya.
El 2021 l'associació Optica va premiar l'ICFO amb el guardó 'Diversity and Inclusion Advocacy Recognition' per la seva tasca en fomentar la diversitat, equitat i la inclusió dins de la institució.
L'any 2023 l'ICFO rep el Premi Nacional d’Innovació a la Creació d’una Empresa de Base Científica. El premi atorgat pel Departament de Recerca i Universitats de la Generalitat de Catalunya i la Fundació Catalana per a la Recerca i la Innovació (FCRi) és un reconeixement a l'ICFO per la creació de l'empresa derivada tecnològica LuxQuanta.